# Hester Street
Hester Street ist ein US-amerikanischer Spielfilm aus dem Jahre 1975 von Joan Micklin Silver, deren Langfilmdebüt dies war, über das jüdische Leben in New York kurz vor der Jahrhundertwende und zugleich ein Film über eine allmähliche Frauenemanzipation. Carol Kane spielt die weibliche Hauptrolle einer orthodoxen Einwanderin, an ihrer Seite spielt Steven Keats einen weltlichen Juden. Der Film basiert auf dem Roman Yekl: A Tale of the New York Ghetto (1896) von Abraham Cahan.

## Handlung
Die Geschichte spielt im jiddischen Ghetto von New York, im ausgehenden 19. Jahrhundert. Im Jahre 1896 ist die Hester Street das Herzstück der jüdischen Gemeinde der Lower East Side. Wo jeder Neuankömmling aus der Alten Welt, vor allem aus Osteuropa, darum kämpft, ein neues und vor allem besseres Leben zu beginnen. Yankel Podkovnik, ein russisch-jüdischer Immigrant, der sich vollkommen zum Amerikaner assimilieren möchte, hat alle äußeren Insignien seines alten „jddischen“ Lebens entfernt. Der Bart wurde abrasiert, und aus Yankel wurde, ganz ur-amerikanisch, Jake. Sein Heim, wie das vieler anderer Ostjuden New Yorks, befindet sich in der Hester Street.
Seit drei Jahren hat Yankel/Jake eine Unterkunft bei einer älteren Frau und verbringt die Nächte auf der Couch in ihrer kleinen Wohnung. Nachdem er den ganzen Tag für einige mickrige Dollar in einem Nähladen für Kleider geschuftet hat, besucht Jake eine Tanzschule, wo er alles über die amerikanische Kultur lernen will. Er und seine Freunde machen sich einen Spaß daraus, Neuankömmlinge von Übersee zu verspotten. Wie diverse andere Männer zieht es Jake zu der feurigen Mamie Fein, einer rassigen Polin, die mit 16 nach New York kam, sich in sieben Jahren erfolgreich assimiliert und obendrein mit ihrem bescheidenen Einkommen ein kleines Vermögen zusammengespart hat. Nachdem Jakes Vater gestorben ist, will dessen Sohn endlich seine eigene Wohnung beziehen und bittet daher Mamie um 25 Dollar für den Kauf von Möbeln. Mamie, die in ihrer Naivität glaubt, dass Jake nun endlich sesshaft werden und eine Familie gründen will, ist gern bereit, ihm das Geld zu leihen. Inständig hofft sie auf einen bald darauf folgenden Heiratsantrag. Obwohl Jake erkennt, dass sie seinen Geldwunsch missinterpretiert, lässt er Mamie in ihrem Glauben. Niemand weiß, dass Jakes Frau und beider Kind auf dem Weg vom Osten Europas nach Amerika sind.
Kaum auf Ellis Island angekommen, wird aus Jakes kleinem Sohn Yossele der Neu-Amerikaner Joey. Jake schneidet ihm die verräterischen langen Locken ab, damit nichts mehr an ihm wie ein osteuropäischer Jude aussieht. Stolz präsentiert Jakes seinen Nachbarn den „Yankee“ Joey. Doch seine Frau Gitl ist ein deutlich schwererer Fall. Sie ist durch und durch dem russischen Judentum verhaftet, fromm, bescheiden und sehr scheu. Und sie will sich nicht von den alten Traditionen verabschieden, will zwar in Amerika leben, jedoch ohne Amerikanerin zu werden. Jakes schämt sich für ihre überbordende Frömmigkeit, die man schon auf den ersten Blick erkennt. Sie hält, wie andere orthodoxe jüdische Frauen auch, ihren Kopf in der Öffentlichkeit mit einer speziellen Perücke oder mit einem Kopftuch bedeckt. Jake selbst strengt sich auch nicht gerade an, Gitl in die Gemeinschaft der Hester Street einzuführen. Obwohl sie von Jakes Verhalten und ihrem neuen Leben verwirrt ist, will Gitl ihrem Mann unbedingt gefallen. Er aber legt eine gewisse Gleichgültigkeit an den Tag, und um sich nicht für seine Frau schämen zu müssen, sagt Jake Gitl, sie solle ihre Nachbarin, Mrs. Kavarsky, bitten, ihr beim Kauf neuer, typisch amerikanischer Kleidung zu helfen.

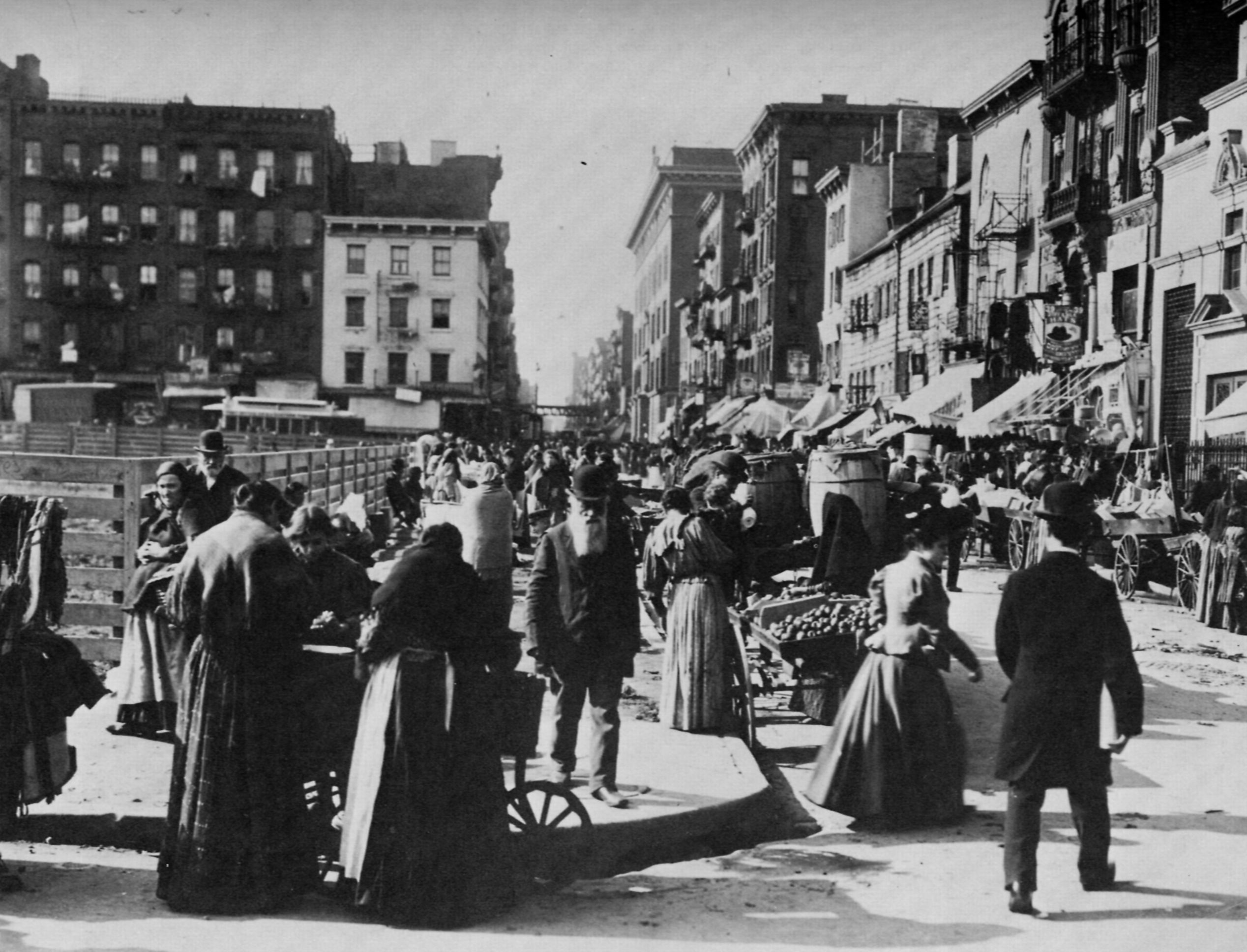
Die tatsächliche Hester Street in New York City, kurz vor der Jahrhundertwende

Verärgert über die in ihren Augen schlechte Behandlung durch Jake, besucht Mamie Jake, um das verliehene Geld zurückzufordern. Jake erzählt Gitl, die nur jiddisch spricht und kein Englisch versteht, dass Mamie eine ehemalige Mitarbeiterin ist, die einen Job sucht. Spät macht Jake Mamie klar, dass er sie später gern wiedersehen möchte. Gitl wird misstrauisch und fragt den Gelehrten Mr. Bernstein, einen weiteren Mietshausbewohner, ob er Mamie kenne. Bernstein beruhigt Gitl, dass Jake nur sie lieben würde. Als Mrs. Kavarsky sieht, dass Gitl versucht, einen Liebestrank von einem Hausierer zu kaufen, um ihren Mann fester an sich zu binden, schimpft sie mit Gitl. Sie dürfe sich nicht wundern, kleide sie sich doch wie eine alte Oma. Amerika sei ein gebildetes Land, so Mrs. Kavarsky, und da müsse man auf eine gute Kleidung achten. Gitl wartet darauf, dass Jake von der Arbeit nach Hause zurückkehrt, in der Hoffnung, dass er mit ihrem neuen Look zufrieden sein wird, aber nur Mr. Bernstein kehrt zurück. Um Gitl die Sorge wegen Mamie zu nehmen, erzählt Bernstein ihr, dass der Chef Jake gebeten hat, noch länger zu arbeiten. Bernstein weiß, dass dies eine barmherzige Lüge ist, hat sich Jake doch soeben mit Mamie getroffen. Mamie weist Jakes Versuch, die Wogen zwischen den beiden wegen der geforderten Rückzahlung der 25 Dollar zu glätten, zurück. Der geht daraufhin frustriert zu einer Prostituierten.
Da Jake wenig Zeit in der eigenen Wohnung verbringt, ist Mr. Bernstein bereit, dem Willen Gitls zu entsprechen und Yossele alias Joey Hebräisch beizubringen. Eines Tages lädt Jake seine Frau und Mr. Bernstein zu einem Picknick im Park ein. Hier erzählt er unverblümt, dass er sehr stolz darauf sei, seine Vergangenheit abgeschüttelt zu haben und nun ein hundertprozentiger Ami zu sein. Juden seien hier, in den USA, gegenüber Andersgläubigen nicht so unterwürfig wie in der alten Heimat, behauptet Jake. Gitl, die kaum etwas, geschweige denn irgendjemanden, außerhalb ihres Hester Street-Ghettos kennt, fragt in ihrer Naivität, wo denn die „Heiden“, von denen er spricht, seien. Wieder daheim, hilft Mrs. Kavarsky Gitl, sich kleidungs- und frisurtechnisch in eine amerikanische Frau zu verwandeln. Als Jake das Ergebnis sieht, fällt ihm nur der blöde Spruch ein, Gitl sehe aus wie eine „nasse Katze“. Dann zieht er an der vermeintlichen Perücke, die aber Gitls echtes Haar ist. Sie schreit vor Schmerz. Mrs. Kavarsky ist sehr wütend auf Gitls lieblosen Gatten und spricht ihn auf sein ungeklärtes Verhältnis mit Mamie an. Als Gitl von Mamie nur als Jakes „polnischer Hure“ spricht, droht die Situation zu eskalieren. Damit Jake nicht seine Frau schlägt, weist sie ihn aus dem Raum. Mrs. Kavarsky glaubt Gitl zu trösten, in dem sie sagt, dass Jake sich nur etwas beruhigen müsse, er würde zu ihr zurückkommen.
Doch Gitl hat genug von ihrem Mann, der ihr mit der Zeit sehr fremd geworden ist. Jake trifft sich wieder mit Mamie, die ihn zu einer Scheidung drängt und anbietet, Gitl von ihren 340 Dollar Ersparnissen auszuzahlen. Gitl stellt fest, dass Mr. Bernstein seine Bücher packt und bei seinem Onkel einziehen will. Längst hat sich die scheue Frau in den ähnlich zurückhaltenden Mann verliebt. Da er nicht in die Gänge kommt, fragt Gitl Bernstein, ob er sie nicht nach ihrer Scheidung von Jake heiraten wolle. Im Haus eines Rabbiners wird bald darauf die Scheidung von Gitl und Jake nach genau festgelegtem jüdischen Ritus vollzogen. Der Rabbi erklärt, dass Jake sofort erneut heiraten könne, Gitl aber 91 Tage mit einer neuen Vermählung warten müsse. Mrs. Kavarsky platzt damit heraus, dass Gitl bereits einen guten Ehekandidaten in Aussicht habe und zwar einen echten Gelehrten, im Gegensatz zum einfältigen Jake. Nach der Scheidung begeben sich Jake und Mamie zum Rathaus, um zu heiraten. Jake muss recht bald feststellen, dass Mamie, nachdem sie Gitl mit über 300 Dollar „ausgezahlt“ hat, nunmehr jeden Cent dreimal umdrehen wird. Derweil planen Gitl und Bernstein gemeinsam ihre Zukunft. Mit Mamies Geld hat Gitl eine Wohnung in der Ladenfront angemietet und plant, ein Lebensmittelgeschäft zu eröffnen. Während sie, Bernstein und Joey die Hester Street entlanglaufen und darüber diskutieren, ob sie Soda und Selters verkaufen werden, erklärt Gitl, dass sie den Laden führen wird, damit Bernstein seine Zeit damit verbringen kann, die Tora zu studieren. Und sie besteht drauf, dass ihr Sohn Yossele ein ganzer Amerikaner namens Joey werden soll.

## Produktionsnotizen
Hester Street entstand 1974 sehr kostengünstig in New York City und wurde am 19. März 1975 im Rahmen des USA Film Festival erstmals gezeigt. Bei den Filmfestspielen von Cannes lief der Film am 11. Mai desselben Jahres ebenfalls an. In Deutschland lief der Film am 19. März 1976 als (jddischsprachiges) Original mit Untertiteln an, die Fernsehauswertung erfolgte bereits genau acht Monate später, in der ARD.
Der Film war sehr erfolgreich. David Appleton war Produktionsleiter, Stuart Wurtzel entwarf die Filmbauten. Die Kostüme stammen aus der Hand von Robert Pusilo.

## Kritiken
Das Gros der nationalen wie internationalen Kritiken fiel löblich aus. Nachfolgend mehrere Beispiele:
Kay Wenigers Das große Personenlexikon des Films lobte in dem „herausragend gespielten und inszenierten Zeitbild“ vor allem Carol Kanes Leistung. Sie „zeichnete allein mit zart angedeuteten Gesten ein behutsames Porträt einer zur Zeit der Jahrhundertwende in eine ihr völlig fremde Welt gestoßenen, orthodoxen Jüdin, die aus Rußland nach New York, die neue Heimat ihres Ehemannes, nachreist.“
Das Lexikon des Internationalen Films befand: „Ein durch Spontaneität und Natürlichkeit fesselnder Film, der alle Klischees zu vermeiden versteht und verschmitzt, hintersinnig und mit bitterer Ironie erzählt. Behutsam und menschlich überzeugend werden die Menschen und ihr Milieu gezeichnet.“
Der Spiegel schrieb „1896, zur Zeit der ostjüdischen Einwanderungswelle, war Hester Street eine Art Wandergetto, Durchgangslager und Purgatorium vor dem chimärenhaften Paradies des American Way of Life. Als Yekl oder Jossel kam man hier an, als Jake und Joey verließ man es. Joan Micklin Silver beschreibt in Schwarzweiß-Bildern, die Daguerreotypien nachempfunden sind, jedoch nicht nur diese soziale Anpassung. Amerikas Freiheitsideal eröffnet in ihrem Film auch ganz andere, unerwartete Probleme. Jake, ein jüdischer Einwanderer aus Osteuropa, der als Näher in einer Kleiderklitsche arbeitet, hat sich bereits weitgehend seiner neuen Heimat akklimatisiert. (…) Doch Gitl, seine Frau, kann sich zunächst der neuen Welt nicht anpassen. Sie trägt weiterhin die Perücke der verheirateten Jüdin und streut ihrem Sohn Salz gegen die bösen Geister in die Jackentaschen. Als Jake sich Mamie, seiner alten Liebe aus der Tanzakademie, wieder zuwendet, emanzipiert sich Gitl, läßt sich von Jake scheiden, um einen orthodoxen armen Schriftgelehrten zu heiraten. Jake ehelicht Mamie. Geschieden und unter der Fuchtel der geldgierigen Schönheit, ist er nun wirklich zum Inbegriff des amerikanischen Mannes geworden.“

„Für alte Sturschädel, die noch immer ins Kino gehen, auf der Suche nach Menschlichkeit, Zärtlichkeit und Erkenntnis.“

Der Movie & Video Guide schrieb: „Entwaffnend einfache Geschichte, außergewöhnlicher Touch einer Zeit“.
Halliwell‘s Film Guide charakterisierte den Film wie folgt: „Bescheidene; humorvolle aber nicht immer so geschmeidige oder dramatisch nachdrückliche Chronik eines vertrauten Hintergrundes. Im Detail allerdings ausgezeichnet.“
Das Fachblatt Variety urteilte, Joan Micklin Silver "zeigt eine sichere Hand bei ihrem ersten Film".

## Auszeichnungen und Nominierungen
- Carol Kane erhielt für ihre in Hester Street gezeigte Leistung eine Oscar-Nominierung in der Sparte Beste Schauspielerin
- Auf dem Mannheim-Heidelberg-Filmfestival wurde Joan Micklin Silver mit dem Interfilm Award ausgezeichnet
- 2011 wurde Hester Street in die National Film Registry aufgenommen.
- Regisseurin Micklin Silver erhielt für ihr Drehbuch eine Nominierung für den WGA Award.